# Cape Hatteras National Seashore

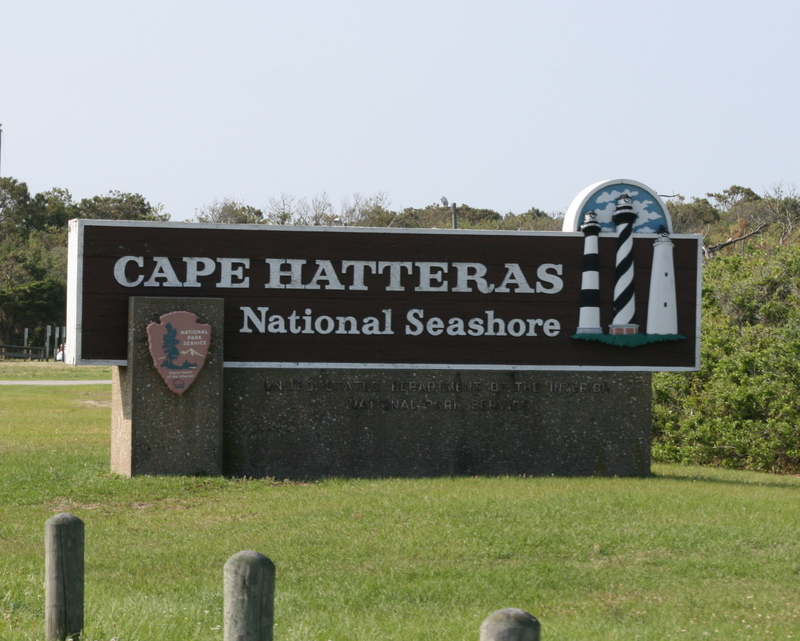
Cape Hatteras National Seashore

Cape Hatteras National Seashore ist ein zum Schutz eines 110 Kilometer langen Küstenabschnitts der Inselkette der Outer Banks zwischen den Inseln Bodie und Ocracoke im Bundesstaat North Carolina eingerichtetes Gebiet vom Typ einer National Seashore. Wie alle National Seashores weist es einen gemischten Charakter aus Naturschutzgebiet und Erholungsnutzung auf. 2014 wurde Cape Hatteras National Seashore von 2.153.350 Personen besucht.
Zu diesem an der N.C. Route 12 gelegenen Abschnitt der vorgelagerten Inselkette an der Atlantikküste gehören auch Pea Island National Wildlife Refuge und einige Gemeinden wie Rodanthe, Buxton und Ocracoke, sie liegen jedoch außerhalb der Grenzen des Nationalparks. Der Park liegt bei den Koordinaten N 35°18′13 und W 75°30′41.
Einst als Friedhof des Atlantik für seine Untiefen, Sandbänke und Stürme bekannt, hat Cape Hatteras eine Vielzahl historisch interessanter Wracks, Leuchttürme und auch die Wasserrettungsorganisation US Lifesaving Service, die heute Teil der United States Coast Guard ist. Die Inseln bieten einer Vielzahl von Tieren einen Lebensraum und werden von Zugvögeln zur Überwinterung genutzt. Die Angel- und Surf-Möglichkeiten zählen zu den besten an der Ostküste der Vereinigten Staaten.

## Geschichte

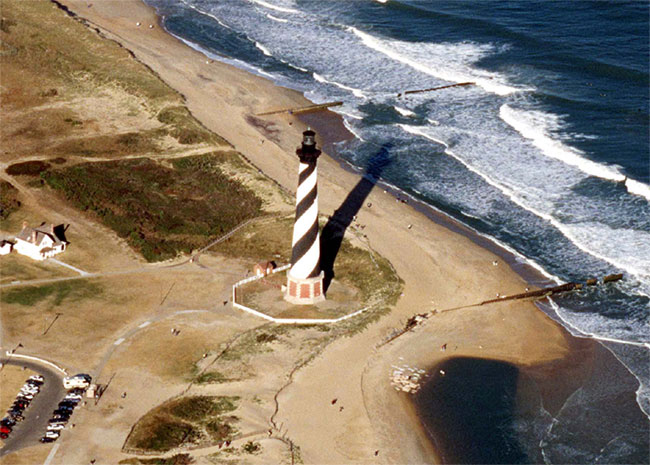
Cape Hatteras Leuchtturm vor dem Umzug 1999

Die Einrichtung des National Seashore wurde am 11. August 1937 beschlossen, die Errichtung war am 12. Januar 1953 abgeschlossen. Verwaltet wird der Park von Fort Raleigh aus gemeinsam mit zwei weiteren Parks im Gebiet der Outer Banks, dem Wright Brothers National Memorial und der Fort Raleigh National Historic Site. 